# Mesogloia vermiculata
Espèce
Synonymes
- Helminthocladia vermicularis (C.Agardh) Harvey, 1838[2]
- Mesogloia vermicularis C.Agardh, 1817[2]
- Rivularia vermiculata Smith, 1808[2]
- Trichocladia vermicularis (C.Agardh) Harvey, 1836[2]

Mesogloia vermiculata est une espèce d'algues brunes de la famille des Chordariaceae.